# Arena (Abstandsaktives Schutzsystem)

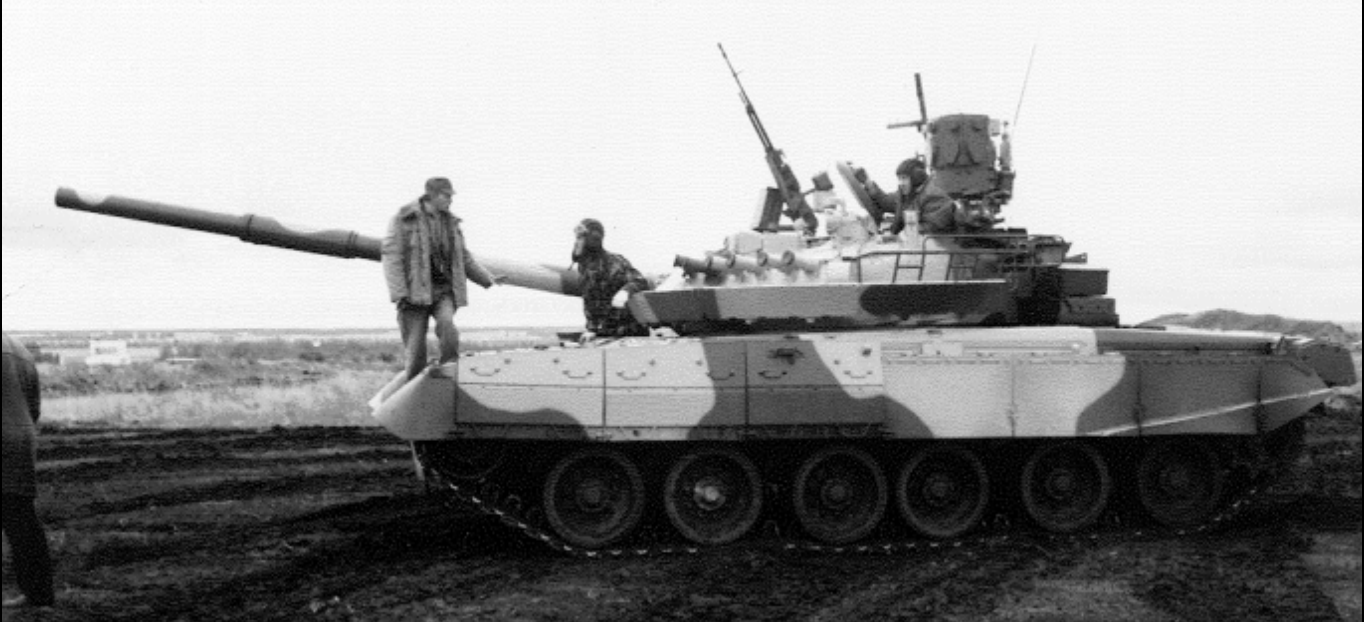
Arena auf einem T-80UM-1 montiert in Omsk circa 1998

Grafische Darstellung des Systems
Behälter für Schutzmunition (1), Radar (2), Detonierende Schutzmunition (3), Anfliegender PA-LFK (4), Erfassungsphase (5)

Das abstandsaktive Schutzsystem Arena (russisch Арена) des russischen Konstruktionsbüros KBM ist ein Selbstschutzsystem für Kampfpanzer, das erstmals 1992 vorgestellt wurde. Es handelt sich dabei um ein Hardkill-System, das dafür ausgelegt ist, anfliegende Panzerabwehrraketen oder Panzerfaustgeschosse vor dem Auftreffen auf den Panzer zu zerstören. Es ist der Nachfolger des Drosd-Systems.

## Baugruppen
Das gesamte System besteht aus drei Hauptbaugruppen:
- einem auf dem Turm angebrachten Sensormodul mit 6 Radarsendern und -empfängern,
- einer zentralen Rechnereinheit mit angeschlossenen Bedienelementen und der Stromversorgung im Kampfraum,
- einem um den Turm angebrachten Wirkkragen mit 2 × 16-Splitterkassetten.

## Funktionsprinzip
Während eines Gefechtseinsatzes arbeitet das System in einem automatischen Modus, wobei die Radarsensoren das Gefechtsfeld in einem Winkel von 240–270° rund um den Panzer überwachen. Der Heckbereich wird nicht überwacht. Wird ein anfliegendes Geschoss (beispielsweise eine Panzerabwehrrakete mit einer Geschwindigkeit von 250 m/s) geortet und vom Zentralrechner als bedrohlich eingestuft, schaltet das Radar bei einer Entfernung von ca. 50 m in den Tracking-Modus. Die Zeit bis zum Aufschlag beträgt zu diesem Zeitpunkt noch etwa 200 ms. Das Radar verfolgt das Geschoss kontinuierlich und überträgt diese Daten an den Zentralrechner. Bei einer Entfernung von etwa 10 m bis zum Ziel stößt der Rechner eine aufgrund der erhaltenen Daten ausgewählte Splitterkassette mittels eines Gasgenerators nach oben aus. Die Kassette detoniert zu diesem Zeitpunkt noch nicht und bleibt über eine Drahtverbindung mit dem Zentralrechner verbunden. Befindet sich der Flugkörper noch etwa 4 m vom Ziel entfernt, erfolgt die Zündung der Wirkladung. In der Kassette befindet sich eine Wolframplatte mit Sollbruchstellen. Durch die Detonation des Sprengstoffs in der Kassette werden etwa 400 Splitter erzeugt, die gerichtet auf den Flugkörper zufliegen. Durch den Ausstoß der Kassette vor der eigentlichen Detonation der Wirkladung ist der Wirkbereich des Splitterkegels nach unten gerichtet, was den Gefahrenbereich rund um den Panzer verkleinert. Die Geschwindigkeit der Splitter beträgt etwa 1600–2000 m/s, die den Flugkörper beschädigen oder im Idealfall sogar zerstören sollen. Der Hersteller gibt eine Zerstörungswahrscheinlichkeit von 55 % an.
Das gesamte System ist voll nachtkampffähig und unter allen Witterungsbedingungen einsetzbar.

## Vor- und Nachteile
Das System soll aufgrund seiner kurzen Reaktionszeit einen guten Schutz vor Geschossen, die auf kurze Distanz abgefeuert werden, bieten. Dies kann vor allem im Häuserkampf von Vorteil sein. Durch die nach unten gerichtete Splitterwirkung wird der Gefahrenbereich für Infanterie und leicht gepanzerte Fahrzeuge auf etwa 40 m reduziert.
Als nachteilig erscheint der große Sensorkopf auf dem Turm, der durch seine hohe Anordnung Beschuss ausgesetzt wird. Das gesamte Sensormodul ist lediglich gegen Beschuss aus Handwaffen bis Kaliber 7,62 × 51 mm NATO geschützt. Weiterhin erlaubt der nach unten gerichtete Splitterkegel nicht die Abwehr von modernen Panzerabwehrraketen, die ihr Ziel von oben anfliegen, wie z. B. der FGM-148 Javelin. Zudem ist die Zerstörung des anfliegenden Geschosses nicht garantiert; bei einer Beschädigung besteht trotz allem die Gefahr eines Treffers.
Trotzdem galt das ARENA-System Stand 2007 als effektivste Lösung zur Abwehr von Panzerabwehrlenkflugkörpern und Panzerfaustgeschossen.